# Derby calcistici in Israele
Questo è un elenco dei principali derby calcistici in Israele.

## Derby cittadini
- Derby di Tel Aviv: Maccabi Tel Aviv-Hapoel Tel Aviv.[1][2] Altre partite tra squadre di alto livello di Tel Aviv e Jaffa, attualmente Bnei Yehuda, e in passato anche Beitar Tel Aviv, Shimson Tel Aviv e Maccabi Giaffa, e tra quelle altre squadre e il Maccabi o l'Hapoel sono solitamente indicati come il mini-derby di Tel Aviv[3][4]
- Derby orientale: Hapoel Kfar Shalem-Bnei Yehuda
- Derby di Haifa: Maccabi Haifa-Hapoel Haifa
- Derby di Gerusalemme: Beitar Jerusalem-Hapoel Jerusalem[5][6]
- Derby di Ramat Gan: Hapoel Ramat Gan-Hakoah Amidar Ramat Gan.[7]
- Derby di Petah Tiqwa: Maccabi Petah Tiqwa-Hapoel Petah Tiqwa[8]
- Derby di Rehovot – Maccabi Sha'arayim-Hapoel Marmorek[9][10]
- Derby di Ashdod: Hapoel Ashdod-Maccabi Ironi Ashdod[11]

## Derby interregionali
- Derby politico: Hapoel Tel Aviv-Beitar Jerusalem[4]
- Derby etnico-religioso: Beitar Jerusalem-Bnei Sakhnin[5][12]
- Jerusalem-Tel Aviv: Beitar Jerusalem-Maccabi Tel Aviv[12]
- Jerusalem-Haifa: Beitar Jerusalem-Maccabi Haifa[12]
- Tel Aviv-Haifa: Hapoel Tel Aviv/Maccabi Tel Aviv-Maccabi Haifa/Hapoel Haifa[2][3]
- Derby dello Sharon: Maccabi Netanya-Hapoel Kfar Saba.[6] In tempi più recenti, le partite tra Maccabi Netanya, Hapoel Kfar Saba, Hapoel Ra'anana, Maccabi Herzliya, Hapoel Herzliya e Ironi Ramat HaSharon sono state tutte designate come Derby dello Sharon.[7][8][9]